# Берберские евреи

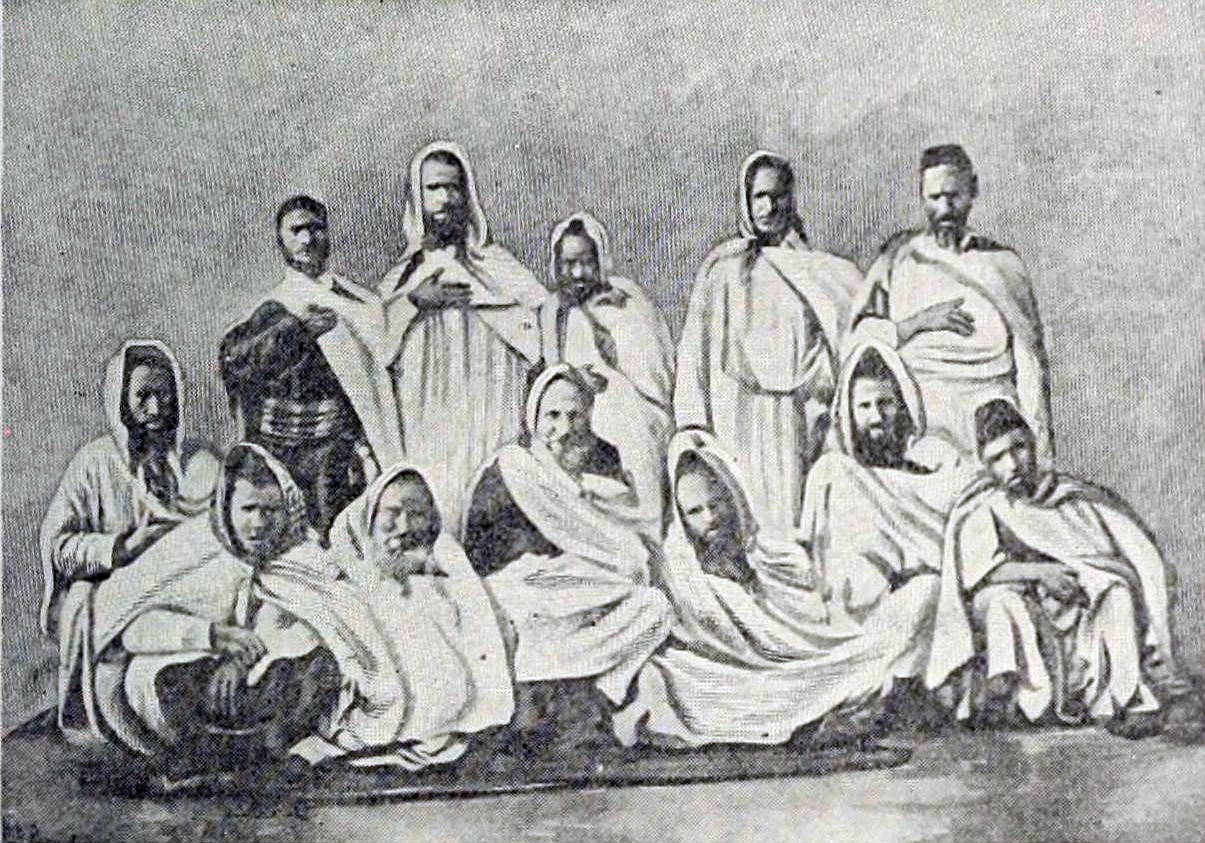
Берберские евреи

Берберские евреи — несколько групп евреев, живших до сер. XX века среди берберских племён Северной Африки и говорящих на еврейско-берберских диалектах.
В соответствующих местах могут рассматриваться как часть марокканских, алжирских или тунисских евреев.
Раньше жили в следующих местах:
- Марокко:
  - среди шильхов[англ.] в горах Высокий Атлас в регионе Сус: Тифнит, Уфран, Иллигх.
  - в горах Средний Атлас, среди тамазигхтов: Тингир, Уиджан, Асака, Имини, Аит-бу-Улли.
- Алжир: в районах Оран, Гурара, Батна Орес (регион), ...
- Небольшая община сохраняется на о. Джерба в Тунисе, говорящая на языке джерба.

Между 1950 и 1960 годами большинство берберских евреев выехали в Израиль, где около 2 тысяч представителей этого субэтноса, в основном люди пожилого возраста, ещё сохраняют в быту берберский язык.